# Езхел
Йомер Серджан Ипекчиоглу или повече познат на аудиторията като Езхел (роден на 1 юли 2019 в Анкара, Турция) е
турски рапър, музикант и автор на песни.

## Живот и кариера
Езхел идва от музикално семейство. Неговата майка е била танцьорка в анадолския фолк, а чичо му е бил музикант, инженер в областта на звука и светлината. Той получава стипендия в частно ТЕД училище и започва да слуша американски рап като например Еминем, 50 цент и Тупак Шакур.
На 18 той прави перформънс с една реге група наречена Афра Тафра. След това групата се разделя, той създава собствена група наречена „Kökler Filizleniyor'“ заедно с някои приятели от Анкара. Той дебютира под името Ais Ezhel през 2017.
Езхел е арестуван на 24 май 2018 с мярка задържане под стража в обвинение за „използване на упойващи вещества“ в музикалните си клипове.
През май 2019, вестник Ню Йорк Таймс го назовава като един от Европейските поп актьори, които всички трябва да знаят.

## Дискография
Студио Албуми
- Müptezhel (2017)
- Lights Out (2019)

#### Сингли
- „Pelesenk“ (с участието на Aga B) (2012)
- „Antrenman“ (с участието на Kamufle, Aga B & Harun Adil) (2012)
- „Psikokramp“ (с участието на Red) (2012)
- „Atesi Yak“ (с участието на Aga B) (2016)
- „3 Gün“ (2016)
- „Gerçek Sandım“ (с участието на Sansar Salvo) (2016)
- „Kayip Nesil“ (с участието на Kamufle & Aga B) (2016)
- „İmkansızım“ (2017)
- „Kazıdık Tırnaklarla“ (2018)
- „KAFA10“ (2018)
- „Felaket“ (2019)
- „Olay“ (2019)
- „LOLO“ (2019)
- „Aya“ (с участието на Murda) (2019)
- „Wir sind Kral“ (с участието на Ufo361) (2019)
- „YKKE“ (с участието на Ufo361) (2019)